# Simon the Sorcerer (serie)
Simon the Sorcerer è una serie di avventure grafiche create dalla Adventure Soft a partire dal 1993. Il protagonista della saga è un teenager di nome Simon che si ritrova risucchiato in ogni avventura in una dimensione fantastica e costretto a intraprendere la via della magia per aiutare il mago Calypso a combattere il malvagio Sordid. Tutti i capitoli della serie sono caratterizzati da uno spiccato umorismo, spesso cinico, e da un citazionismo esasperato.

## L'evoluzione della serie
Questa saga ha avuto un successo altalenante. Il primo capitolo seppe stupire per il comparto tecnico sbalorditivo e per gli enigmi ottimamente congegnati, tanto da far meritare al gioco un posto d'onore tra le avventure "che contano" (in compagnia delle serie di Monkey Island e di quella di Broken Sword, per fare due esempi); il secondo capitolo, invece, fece sì che il citazionismo già presente in dosi massicce nel primo titolo venisse ulteriormente esasperato, con il risultato che finì con il diventare troppo simile a quel Monkey Island che voleva omaggiare (o forse prendere in giro). Dopodiché la serie sparì nelle nebbie del tempo per resuscitare con un capitolo interamente in 3D pubblicato nel 2002 ma il gioco si rivelò talmente disastroso sotto praticamente ogni aspetto da far pensare a molti fan che la saga potesse essere irrimediabilmente compromessa. Nel febbraio 2007, però, si ritorna a parlare di Simon dato che esce -un po' in sordina, in verità- il quarto capitolo della saga, lanciato inizialmente solo sul territorio tedesco e tradotto in altre lingue -tra cui l'italiano- l'anno successivo; alla medesima maniera anche il quinto capitolo è stato distribuito nel 2009 per poi venir tradotto ed esportato negli altri paesi Italia compresa l'anno successivo.

## Simon the Sorcerer
Il primo capitolo della saga venne pubblicato nel 1993 su Amiga e MS-DOS. Il giovane Simon trova per caso un vecchio libro e, aprendolo, gli si apre un portale che lo catapulta in una dimensione parallela. Scoprirà di essere stato richiamato dal mago Calypso allo scopo di liberarlo dalla prigione in cui lo tiene rinchiuso il malvagio stregone Sordid.
Il gioco venne pubblicato in diversi formati: per l'Amiga 500 venne creata una versione a 32 colori realizzata perché fosse leggibile da tutti i sistemi Amiga, per l'Amiga 1200 venne realizzata una versione a 256 colori del gioco in ben 9 dischetti, per l'Amiga CD32 venne distribuita un'analoga versione a 256 colori su CD-ROM contenente in più anche il doppiaggio (prima volta per un gioco dell'Amiga), mentre per IBM-compatibile venne realizzata una versione che girava sotto MS-DOS e in un secondo tempo una ottimizzata per Windows 95 adatta a lavorare con le DirectX.

## Simon the Sorcerer II: Il Leone, il Mago e il Guardaroba
Questo secondo capitolo venne realizzato nel 1995 con un sottotitolo che richiama palesemente una delle storie che compongono il ciclo de Le cronache di Narnia. In questo episodio, il malvagio Sordid si trova imprigionato in un corpo robotico e ha intenzione di richiamare Simon dalla Terra per effettuare uno scambio di corpi. Purtroppo per lui, l'armadio magico che spedisce da Simon per catturarlo, precipita dritto dritto nel negozio del mago Calypso, permettendo così al protagonista di organizzarsi per combattere di nuovo contro lo stregone. Quest'ultimo, per aumentare le proprie chance di vittoria fa rapire Alix, la nipote di Calypso, con il risultato che Simon si deve occupare anche della sua liberazione.

## Simon the Sorcerer 3D
Il terzo capitolo della serie è quello che segna il passaggio della serie verso la terza dimensione, con risultati non proprio dei migliori. Il motivo principale è da imputare ai tempi di sviluppo troppo lunghi che hanno finito per rendere datato il comparto tecnico al momento dell'uscita del gioco sul mercato. Secondariamente, venne pesantemente criticato all'epoca per l'eccessiva vastità degli scenari di gioco (effettivamente dispersivi). Questo capitolo riparte esattamente dove si era interrotto il precedente, con Sordid che era riuscito ad impossessarsi del corpo di Simon. Simon viene riportato in vita, ma, prima di poter tornare a casa, sarà costretto a sdebitarsi con la sua salvatrice Melissa.

## Simon the Sorcerer 4: Chaos Happens
Il quarto capitolo è stato pubblicato in tempi recenti solo sul suolo tedesco e si basa su personaggi 3D uniti a paesaggi pre-renderizzati. La distribuzione europea è avvenuta nell'arco del 2008 per mano di Playlogic. In questo quarto episodio, Simon, durante una lite con il fratello, finisce catapultato da un "telecomando volante" nel mondo dei sogni, dove re-incontra Alix (la nipote di Calypso) che gli chiede di aiutare la dimensione magica a salvarsi dalla minaccia di terribili entità malefiche.

## Simon the Sorcerer V
L'iterazione numero cinque delle avventure di Simon ha come sottotitolo internazionale Who'd Even Want Contact? ed è stato pubblicato nel corso del secondo trimestre 2010 in diversi territori, tra cui Francia, Germania, Ungheria e Russia; il gioco è uscito in Italia il 30 settembre 2010 con l'editore italiano Adventure Productions. Nella storia di questo nuovo ultimo capitolo Simon dovrà vedersela con degli alieni che vorranno distruggere non solo il mondo della magia ma tutto il pianeta Terra. Ad aiutarlo, volenti o no, dovranno adoperarsi alcuni dei personaggi "storici" con cui Simon è venuto a contatto durante le sue precedenti peripezie.